# Betty McCollum

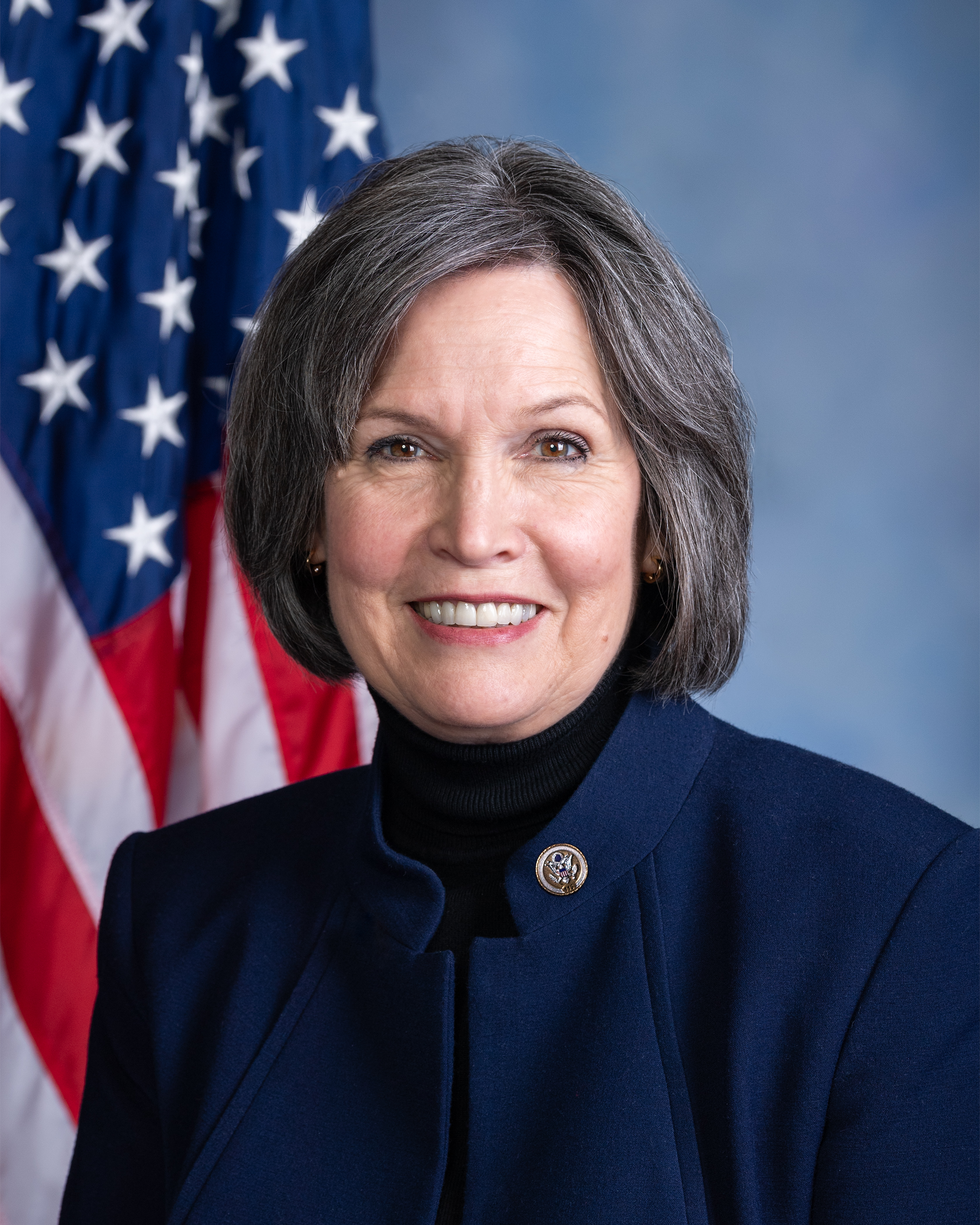
Betty McCollum (2019)

Betty Louise McCollum (* 12. Juli 1954 in Minneapolis, Minnesota) ist eine US-amerikanische Politikerin der Minnesota Democratic-Farmer-Labor Party. Seit 2001 vertritt sie den vierten Distrikt des Bundesstaats Minnesota im US-Repräsentantenhaus.

## Werdegang
Betty McCollum besuchte bis 1972 die South St. Paul High School. Anschließend studierte sie am Inver Hills Community College wo sie 1980 mit einem Associate of Arts (Associate Degree) abschloss. 19887 schloss sie ihre Studienzeit mit einem Bachelor of Arts am College of St. Catherine in Saint Paul ab. Nach ihrer Schulzeit unterrichtete sie das Fach politische Wissenschaften. Außerdem war sie im Verkauf tätig.
McCollum ist geschieden und hat zwei Kinder. Privat lebt sie in Saint Paul.

## Politik
Seit 1986 ist McCollum politisch aktiv. Sie wurde Mitglied der Demokratischen Partei, die sich in Minnesota seit einer Fusion im Jahr 1944 Democratic-Farmer-Labor Party nennt. Dreimal wurde sie in den Stadtrat von Saint Paul gewählt. Zwischen 1992 und 2001 saß sie als Abgeordnete im Repräsentantenhaus von Minnesota.
Bei den Kongresswahlen des Jahres 2000 wurde McCollum im vierten Kongresswahlbezirk von Minnesota in das Repräsentantenhaus der Vereinigten Staaten in Washington, D.C. gewählt. Dort trat sie am 3. Januar 2001 die Nachfolge des inzwischen verstorbenen Bruce Vento an. Nachdem sie bei den folgenden zwölf Wahlen zwischen 2002 und 2024 jeweils bestätigt wurde, kann sie ihr Mandat im Kongress bis heute ausüben. Ihre aktuelle Legislaturperiode im Repräsentantenhaus des 119. Kongresses läuft noch bis zum 3. Januar 2027.

### Ausschüsse
Sie ist aktuell Mitglied in folgenden Ausschüssen des Repräsentantenhauses:
- Committee on Appropriations
  - Defense
  - Interior, Environment, and Related Agencies

Außerdem ist sie Mitglied in rund 60 Caucuses.